# Tachina intacta
Tachina intacta là một loài ruồi trong họ Tachinidae.